# Pierre Falardeau
Pierre Falardeau (28 de diciembre de 1946 – 25 de septiembre de 2009) fue un director de cine y documentales canadiense, gran activista por la Independencia del Quebec.

## Biografía
Falardeau escribió un libro Rien n'est plus précieux que la liberté et l'indépendance. Murió el 25 de septiembre de 2009, después de una larga lucha contra el cáncer.
Después de su muerte, fue el protagonista del documental de 2010 Falardeau.

## Visión político
Con respecto a las minorías, Falardeau declaró que no le importaba si alguien era blanco, negro, amarillo o verde con lunares naranjas; A los que apoyaban la independencia los consideraba hermanos y hermanas, y a los que no lo hacían eran "el enemigo".
Falardeau creó cierta controversia durante su carrera. Por ejemplo, en 2006, apareció una fotografía suya en un mitin pro-palestina en Montreal en agosto de 2006 sobre el Conflicto Israel-Líbano. La imagen muestra a Falardeau con algunos jóvenes y su amigo y compañero de filmación Julien Poulin sosteniendo una bandera de Hezbolá. Cuando se le pidió que comentara, Falardeau respondió que se acercó a los hombres para entender por qué apoyaban a Hezbollah y que la bandera pertenecía a los jóvenes.

## Filmography
- Continuons le combat - 1971
- À mort - 1972
- Les canadiens sont là - 1973
- Le magra - 1975
- À force de courage - 1977
- Pea Soup - 1979
- Speak White - 1980
- Elvis Gratton - 1981
- Les vacances d'Elvis Gratton - 1983
- Pas encore Elvis Gratton! - 1985
- Elvis Gratton: Le king des kings - 1985
- Le Party - 1990
- Le Steak - 1992
- Le temps des bouffons - 1993
- Octobre - 1994
- Elvis Gratton II: Miracle à Memphis - 1999
- 15 février 1839 - 2001
- Elvis Gratton 3: Le retour d'Elvis Wong - 2004
- Bob Gratton : Ma Vie, My Life - 2007-2009